# Gordon McDonald
Gordon McDonald va ser un futbolista canadenc que va competir a principis del segle xx. El 1904 va prendre part en els Jocs Olímpics de Saint Louis, on guanyà la medalla d'or en la competició de futbol com a membre del Galt F.C., que representava el Canadà. Posteriorment jugà a l'equip Seaforth Hurons, amb qui guanyà el Campionat d'Ontario el 1905.